# Cuisine canarienne
La cuisine canarienne fait référence aux plats, mets culinaires et ingrédients typiques de la cuisine traditionnelle des îles Canaries, en Espagne, et constitue un élément important de la culture de ses habitants. Ses principales caractéristiques sont sa fraîcheur, sa variété, sa simplicité et la richesse de ses ingrédients (qui peuvent être le résultat du long isolement géographique subi par les îles), le mélange de fruits de mer et de plats de viande, ses influences culturelles et sa faible connaissance par le reste du monde. La cuisine canarienne est influencée par plusieurs cultures, en particulier celle des habitants autochtones berbères des Canaries, les Guanches et leur cuisine berbère, la cuisine espagnole et la cuisine latino-américaine (spécifiquement à la suite de la migration des Canaries du XXe siècle vers l'Amérique latine).
Certaines influences africaines prévalent également[Lesquelles ?][réf. nécessaire].

## Sauces et apéritifs

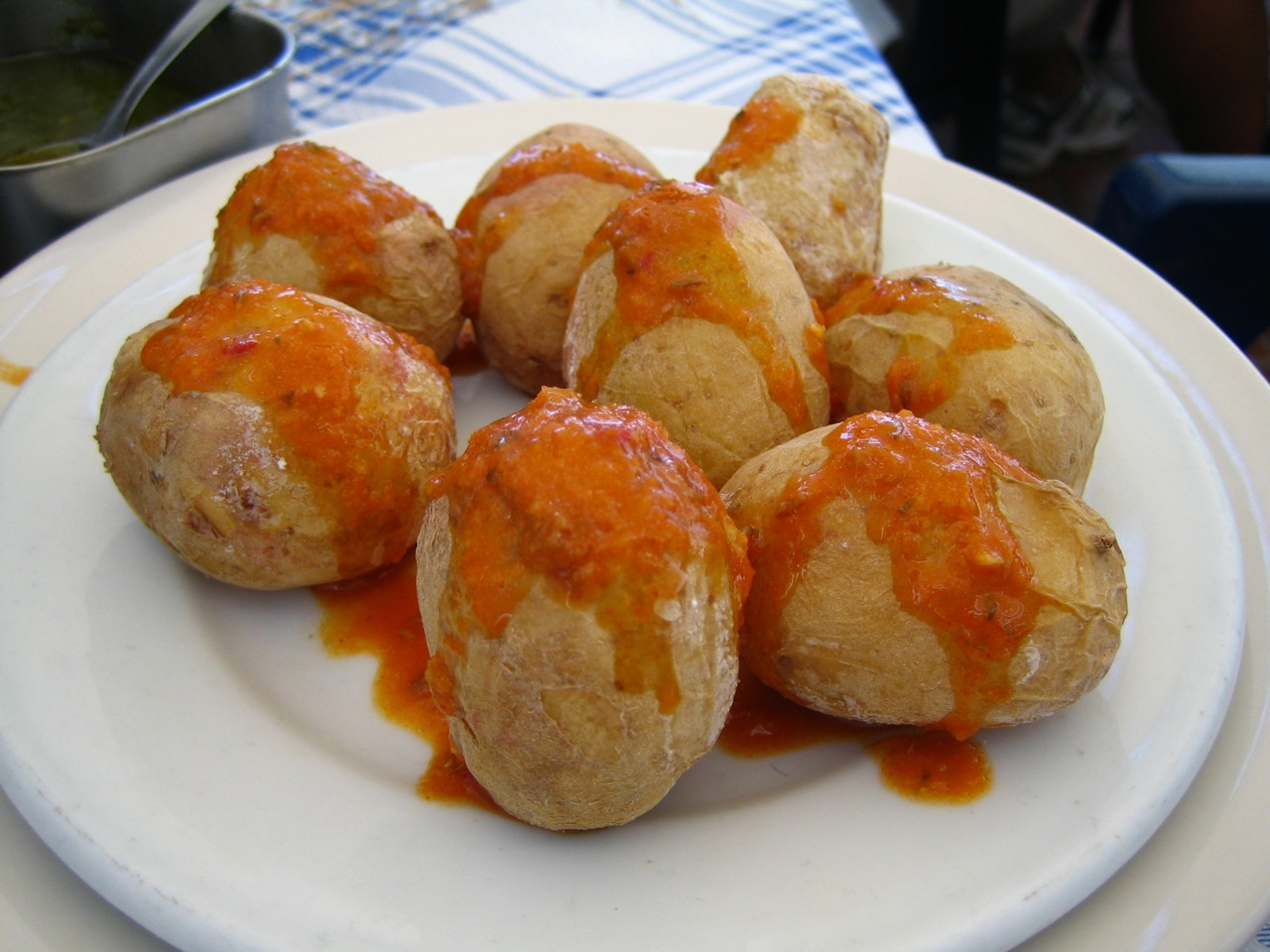
Papas arrugadas avec mojo.

De nombreux petits plats sont présentés aux îles Canaries sous forme d'apéritifs ou de collations (tapas), connues localement sous le nom d'enyesques.
Le mojo (prononcé mo-ho) est une sauce servie avec de nombreux plats, qui se compose principalement d'huile, d'ail, de vinaigre, de sel, de poivron rouge, de thym, de cumin, de coriandre et de plusieurs autres épices. Les deux principaux types de mojo sont le rojo (rouge, souvent servi avec de la viande) et le verde (vert, souvent servi avec du poisson), bien que les deux puissent être servis avec des pommes de terre. Le mojo rouge épicé est appelé mojo picón. Cette recette est à la base des mojos d'Amérique latine, en particulier de Cuba, de la République dominicaine, de Porto Rico et du Venezuela, en raison de la forte émigration canarienne, et a également influencé la cuisine des îles des Caraïbes non hispaniques.
Les papas arrugadas (littéralement, des « pommes de terre ridées », en référence à l'apparence de leur peau cuite) sont de petites pommes de terre non pelées qui ont été bouillies dans de l'eau de mer ou de l'eau salée et servies avec du mojo.
Un produit très typique des Canaries est le gofio, un mets culinaire berbère d'origine guanche. Il s'agit d'une farine créée en broyant du maïs doux torréfié, qui était l'aliment de base de la population locale pendant des siècles. Le gofio est produit localement et est ajouté à de nombreux aliments. Par exemple, il peut être mélangé avec du lait chaud à boire le matin, ainsi que transformé en un aliment semblable à une pâte appelée pella qui peut être mangé avec les repas. Le gofio peut également être mélangé avec du bouillon de poisson et des oignons pour créer un plat appelé gofio escaldado ou escaldón de gofio.
Les variétés locales de fromage sont populaires et nombreuses, en particulier le fromage de chèvre. Les fromages de La Palma et de Fuerteventura sont protégés par le label Denominación de Origen (DO). D'autres fromages notables sont le fromage Flor de Guía et le queso tierno (fromage tendre). Le fromage à pâte dure est transformé en une pâte appelée almogrote sur l'île de La Gomera. Du fromage grillé avec du mojo est parfois servi en entrée.

## Entrées
Les repas traditionnels des Canaries commencent généralement par de la soupe, afin de préparer l'estomac pour le repas. Parmi les soupes les plus connues, on trouve :
- les potajes sont des soupes de légumes en morceaux avec des pommes de terre, et elles sont l'une des principales façons dont les Canariens consomment des légumes. Leurs ingrédients peuvent varier considérablement selon l'île. L'un des plus populaires est le potage de berros (soupe de cresson). Ils peuvent être mélangés à la machine en purées, plus adaptées aux enfants ;
- caldo de papas (soupe de pommes de terre) est une humble soupe composée principalement de pommes de terre et de coriandre ;
- caldo de pescado (soupe de poisson) contient généralement des poissons populaires des îles, comme le mero (mérou), le sama (dentex commun) et le cherne (épave) ;
- rancho canario est une soupe aux pois chiches, au saindoux, aux nouilles épaisses, aux pommes de terre et à la viande.

## Poisson

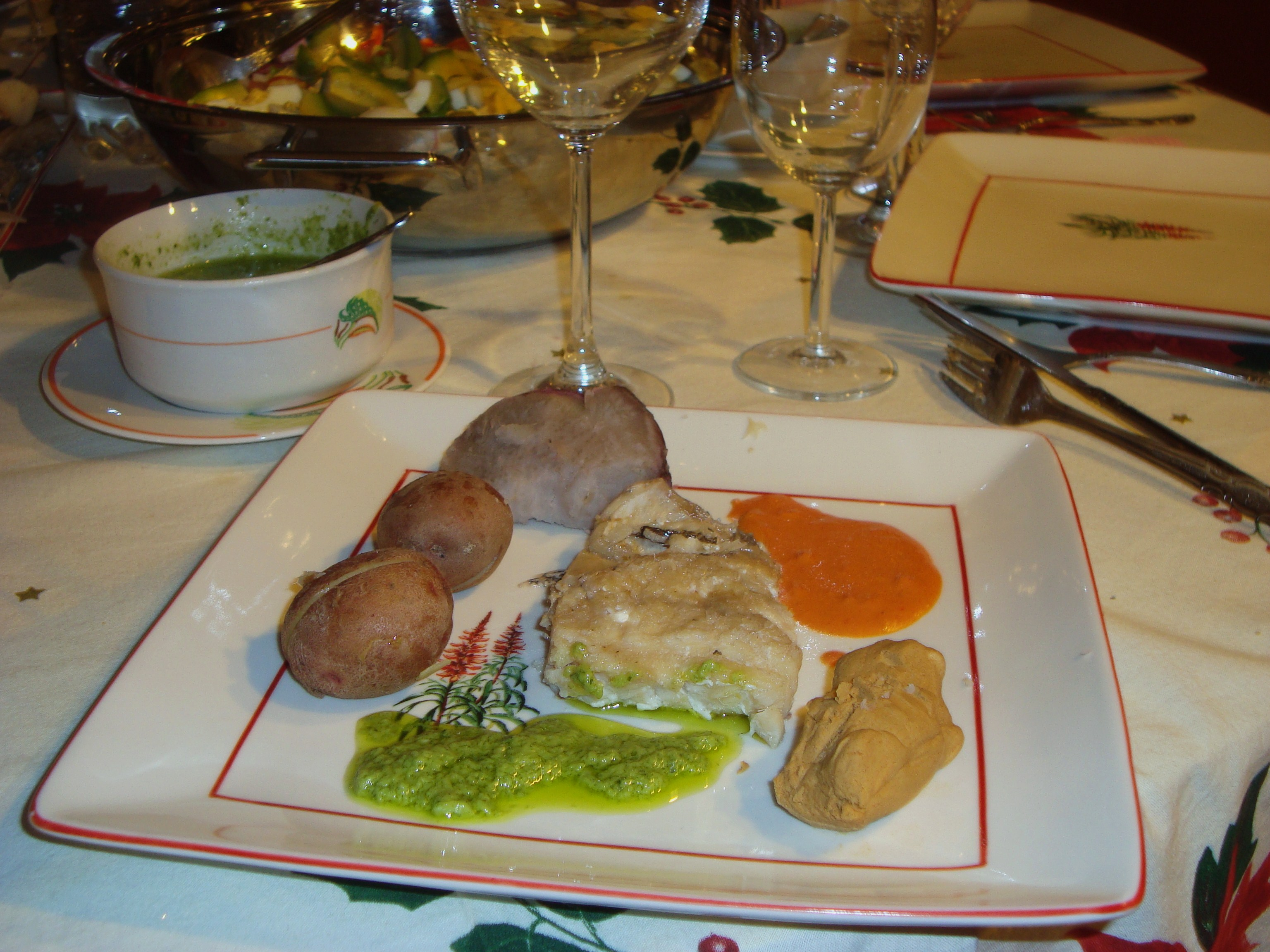
Sancocho canario avec épave séchée et cuite, pommes de terre, patates douces, mojo et gofio.

Les eaux autour des îles Canaries sont riches avec une grande variété de poissons endémiques. Ceux-ci peuvent être préparés de nombreuses façons, y compris rôtis au four (parfois recouverts de sel), frits et marinés dans diverses sauces. Certaines préparations comprennent :
- sancocho canario, poisson bouilli avec pommes de terre, patates douces, gofio et mojo. À Tenerife, il est servi dans une marmite ;
- pescado seco (poisson sec), qui peut inclure des tollos (lanières de requin d'école[Quoi ?] servies avec sauce) et des jareas (poisson ouvert et séché, semblable au bacalhau, qui est souvent mangé rôti).

## Viandes
Les viandes les plus consommées sont le porc, le poulet, le lapin et la chèvre.
- Le puchero canario est une soupe riche en viande qui est l'équivalent canarien des cocidos espagnols. La viande de poulet, de bœuf et de porc est combinée avec des pois chiches, des épis de maïs, des patates douces, des pommes de terre et d'autres légumes (comme la carotte et le chou).
- La viande de chèvre est consommée dans les îles depuis l'époque pré-espagnole.
- Ropa vieja (littéralement, « vieux vêtements ») est un plat composé de poulet et de bœuf mélangés avec des pommes de terre et des pois chiches. Canarian ropa vieja est le père de cubain ropa vieja par l' émigration canarienne[pas clair].
- Le conejo en salmorejo est un ragoût de lapin traditionnel[2] mariné dans une sauce à la coriandre (à ne pas confondre avec le salmorejo de l'Espagne continentale).
- Le porc est l'ingrédient principal des plats tels que la carne fiesta (littéralement, la « viande de fête ») et les costillas con piña (côtes avec épis de maïs).

## Desserts et pâtisseries
Les desserts canariens utilisent souvent des ingrédients simples, tels que le sucre de canne, le miel, le matalahuga ou le matalauva (anis), les amandes et le « miel de palme » traditionnel (en particulier sur l'île de La Gomera). Parmi les desserts se trouvent le bienmesabe (littéralement, une contraction de la phrase espagnole qui signifie « me plaît bien »), qui est une pâte d'amandes, de miel et de sucre souvent servie avec de la glace ou de la crème et des langues-de-chat. Le frangollo est un mélange de farine de maïs, de sucre, d'amandes et de raisins secs, tandis que les truchas sont des pâtisseries (remplies de pâte de patate douce ou de cabell d'àngel, par exemple) qui sont préparées à Noël.
À El Hierro, il existe un gâteau nommé quesadilla (es) qui est fait avec du fromage. Les autres spécialités comprennent les rosquetes (pâtisseries frites en forme d'anneau), le quesillo (gâteau au fromage tendre), les rapaduras (bonbons au sucre de canne), le príncipe Alberto (gâteau au chocolat de La Palma) et le leche asada (gâteau au lait). Le gofio est également utilisé dans certains desserts tels que le huevos mole, le pella de gofio (galette de lait et gofio) et la mousse de gofio (crème de gofio).
Les fruits tropicaux, en particulier les bananes, sont largement cultivés et consommés dans les îles, même s'ils ne sont pas des espèces indigènes.

## Vins et liqueurs

Vins de la Denominación de Origen (DO) des Canaries.

Le vin du cépage malvasia était un produit d'exportation canarienne depuis le XVIIe siècle, immédiatement après le déclin des plantations de sucre et jusqu'à ce que son commerce soit bloqué par la Royal Navy britannique à la fin du XVIIIe siècle. Aujourd'hui, les îles produisent dix indications géographiques protégées. Les vins de la dénomination d'origine canarienne sont :
- Abona (Ténérife)
- Tacoronte-Acentejo (Ténérife)
- Valle de Güímar (Ténérife)
- Valle de La Orotava (Ténérife)
- Ycoden-Daute-Isora (Ténérife)
- El Hierro
- Lanzarote
- La Palma
- La Gomera
- Gran Canaria

Le Licor 43 n'est pas fabriqué aux îles Canaries, mais est un ingrédient couramment utilisé pour fabriquer le barraquito / zaperoco, une boisson multicouche à base de Licor 43, de café, de lait concentré et de mousse de lait.